# Robert Gesink
Robert Gesink (* 31. Mai 1986 in Varsseveld) ist ein ehemaliger niederländischer Radrennfahrer.

## Karriere
Robert Gesink nahm im Alter von 16 Jahren erstmals an internationalen Junioren-Rennen teil. In seiner zweiten Saison gewann er im Jahr 2004 jeweils eine Etappe des Course de la Paix Juniors und der Tour du Pays de Vaud, wobei er bei beiden Rundfahrten in die Top 10 der Gesamtwertung fuhr. Weiters sicherte er sich die Bergwertung der Driedaagse van Axel, gewann den Circuit de la Région Wallonne und wurde niederländischer Junioren-Meister im Einzelzeitfahren. Im Jahr 2005 stieg er in die Klasse U23 auf und fuhr für das niederländische UCI Continental Team Löwik Meubelen-Van Losser Installatiegroep. Nach nur einer Saison ohne nennenswerten Ergebnisse wechselte er zum Rabobank Continental Team, wo er bei seinem ersten Rennen im Alter von 19 Jahren den dritten Gesamtrang bei der Algarve-Rundfahrt belegte. Im weiteren Saisonverlauf gewann er jeweils eine Etappe und die Gesamtwertung bei der Lombardischen Woche und dem Circuito Montañés. Am Ende der Saison bestritt er mit der Tour de l’Avenir die größte U23-Rundfahrt, bei der er sich nur dem Spanier Moisés Dueñas geschlagen geben musste.

### Wechsel zum Rabobank Cycling Team
Aufgrund seiner starken Leistungen erhielt Gesink im Jahr 2007 einen Vertrag beim Rabobank Cycling Team und konnte nun bei den größten Radrennen des Kalenders starten. Sein erstes Rennen bestritt er bei der Kalifornien-Rundfahrt, wo er die Nachwuchswertung gewann und als bester Fahrer seiner Mannschaft den 20. Gesamtrang belegte. Sein erster Sieg folgte bei der Belgien-Rundfahrt, wo er die hüglige vierte Etappe nach einem Solo über sieben Kilometer für sich entschied. Als Gesamtvierter setzte er sich in jenem Jahr zudem in der Nachwuchswertung der Deutschland Tour durch, ehe er sein Potential mit dem zweiten Platz bei der Polen-Rundfahrt unterstrich. Im Jahr 2008 zeigte Gesink mit einem Etappensieg bei der Kalifornien-Rundfahrt auf, ehe er die Fernfahrt Paris–Nizza als Gesamtvierter beendete. Der 21-jährige Niederländer setzte sich zudem in der Nachwuchswertung durch und übernahm zwischenzeitlich nach der Bergankunft auf dem Mont Ventoux die Führung in der Gesamtwertung. Nach zwei vierten Plätzen beim Flèche Wallonne und der Dauphiné Libéré, vertrat er die niederländische Nationalmannschaft bei den Olympischen Spielen von Peking, wobei er Neunter im Straßenrennen und Zehnter im Einzelzeitfahren wurde. Im August gab er sein Grand-Tour-Debüt bei der Vuelta a España, die er auf dem fünften Gesamtrang beendete.
Nach seinen guten Ergebnissen stieg der erst 22-jährige Robert Gesink im Jahr 2009 neben Denis Menchov zum Kapitän des Rabobank Cycling Teams auf. Nachdem er die Nachwuchswertung der Kalifornien-Rundfahrt zum dritten Mal in Folge für sich entscheiden konnte, stand er als Dritter erstmals auf dem Podium des Amstel Gold Race, dem größten niederländischen Eintagesrennen. In Vorbereitung auf seine erste Tour de France, wurde er erneut Vierter der Dauphiné Libéré. Bei der Tour de France 2009 kam er auf der 5. Etappe zu Sturz und fuhr als Vorletzter über den Zielstrich, ehe er die Rundfahrt tags drauf aufgrund einer Handgelenksfraktur verließ. Am Ende der Saison ging er erneut bei der Vuelta a España an den Start, wo er sich auf der 14. Etappe auf den zweiten Gesamtrang schob und nur einen Rückstand von rund 30 Sekunden auf den führenden Alejandro Valverde aufwies. Nach einem Sturz auf der 17. Etappe verlor er auf der letzten Bergetappe jedoch mehrere Minuten und belegte schlussendlich den sechsten Gesamtrang. Bei einem seiner letzten Saisonrennen, dem Giro dell’Emilia setzte er sich im Sprint beim Sanaturio di San Luca vor Jakob Fuglsang durch und gewann so erstmals ein großes Eintagesrennen.

### Niederländische Hoffnung bei den Grand Tours

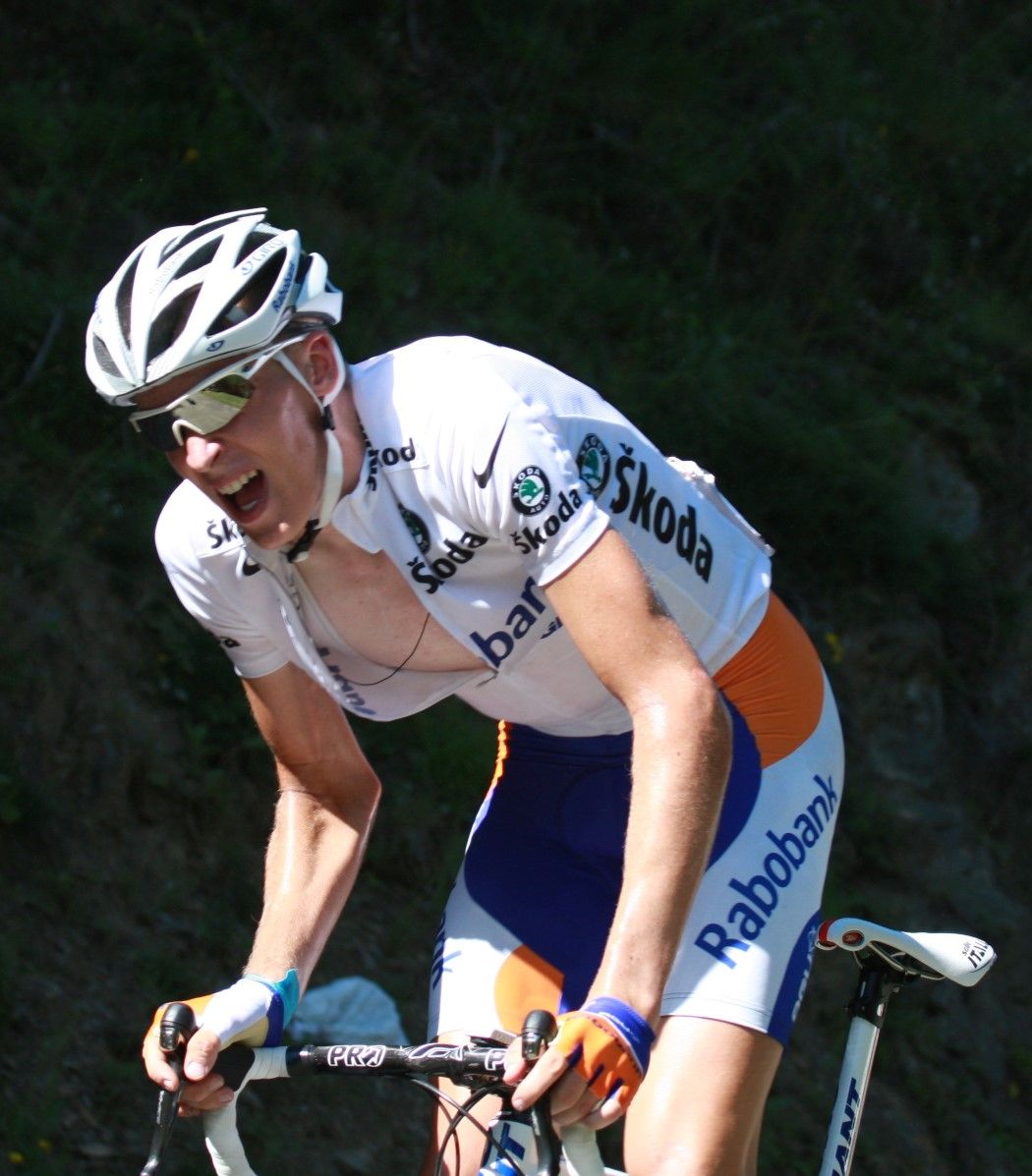
Robert Gesink im Weißen Trikot bei der Tour de France 2010

Im Jahr 2010 fokussierte sich Robert Gesink erneut auf die Tour de France. Im Frühjahr gewann er als Gesamtfünfter die Nachwuchswertung von Tirreno–Adriatico, ehe er mit einem Etappensieg die Gesamtführung bei der Tour de Suisse übernahm. Diese musste er erst im Abschlusszeitfahren abgeben, wobei er mit 27 Sekunden Rückstand den fünften Gesamtrang belegte. Bei der Tour de France ging er an der Seite von Denis Menschov an den Start, der die Rundfahrt auf dem dritten Gesamtrang beendete. Nachdem der Russe jedoch ebenso wie der Gesamtsieger Alberto Contador nachträglich disqualifiziert wurde, rückte Robert Gesink in den Ergebnislisten auf den vierten Rang vor. In der Nachwuchswertung belegte Gesink hinter Andy Schleck den zweiten Rang, wobei er das Weiße Trikot auf sechs Etappen stellvertretend für den Luxemburger trug. Am Ende der Saison gewann Gesink die erste Austragung des Grand Prix Cycliste de Montréal, ehe er seinen Sieg beim Giro dell’Emilia wiederholte.
Im Frühjahr der Saison 2011 gewann Robert Gesink zwei Etappen und die Gesamtwertung der Tour of Oman, ehe er als Gesamtzweiter erneut die Nachwuchswertung von Tirreno–Adriatico für sich entschied. Bei der Tour de France kam Gesink auf der 5. Etappe zu Sturz, wobei er sich eine Rückenverletzung zuzog. Der zwischenzeitlich 25-jährige Niederländer konnte das Rennen jedoch fortsetzen und übernahm nach der 7. Etappe die Führung in der Nachwuchswertung, ehe er tags darauf wertvolle Zeit im Kampf um das Gelbe Trikot verlor. Auf der ersten Pyrenäen-Etappe wurde er frühzeitig abgehängt und verlor mehr als 17 Minuten, womit er seine Ambitionen im Gesamtklassement begraben musste. Schlussendlich beendete er seine dritte Frankreich-Rundfahrt auf dem 33. Gesamtrang. Am Ende der Saison musste er sich beim Grand Prix Cycliste de Québec nur dem Belgier Philippe Gilbert geschlagen geben.

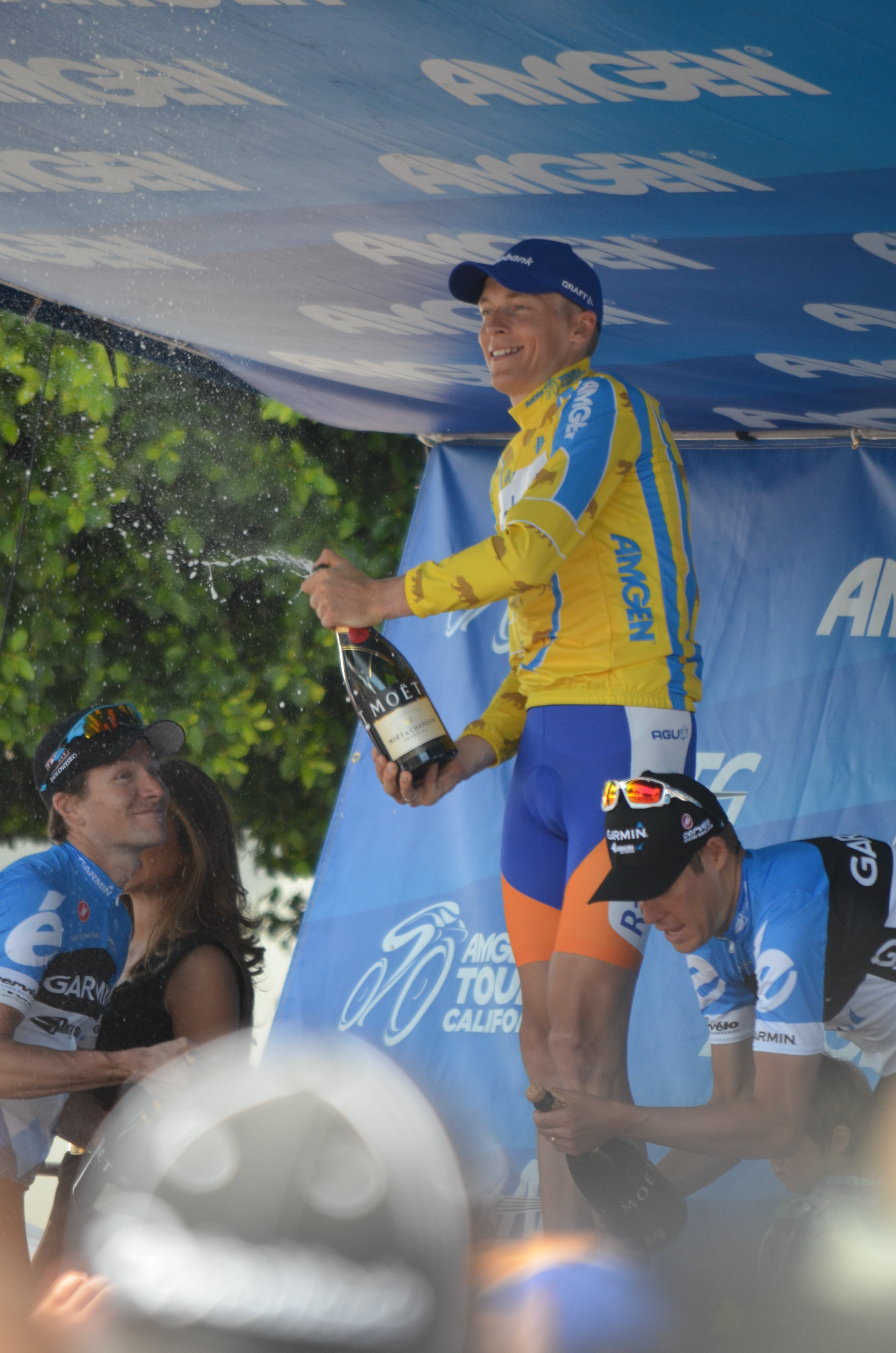
Robert Gesink gewinnt die Kalifornien-Rundfahrt 2012

Im Jahr 2012 gewann Robert Gesink die Kalifornien-Rundfahrt, nachdem er die Gesamtführung mit einem Etappensieg auf dem Mount Baldy übernommen hatte. Bei der Tour de Suisse belegte er den vierten Gesamtrang, wobei ihn nur 25 Sekunden vom Gesamtsieger trennten. Bei der Tour de France 2012 verlor er viel Zeit nach einem Sturz auf der 6. Etappe und verließ die Rundfahrt im Vorfeld des 12. Abschnitts. Nach seiner Genesung ging er bei den Olympischen Spielen von London an den Start, wo er im Straßenrennen den 23. Rang belegte. Am Ende der Saison kehrte er als Kapitän bei der Vuelta a España zurück, wo er den sechsten Gesamtrang belegte. Im Jahr 2013 konnte Robert Gesink zunächst nicht an seine früheren Leistungen anschließen. Beim Giro d’Italia 2013 lag er jedoch nach der ersten Woche auf dem dritten Gesamtrang, ehe er mehrere Platzierungen einbüßte und die Rundfahrt im Vorfeld der vorletzten Etappe krankheitsbedingt verließ. Bei der Tour de France verlor er bereits auf den ersten Etappen wertvolle Zeit und stellte sich im Anschluss in die Dienste seiner Teamkollegen Bauke Mollema und Laurens ten Dam. Am Ende der Saison gewann Gesink den Grand Prix Cycliste de Québec im Sprint aus einer kleinen Gruppe.

### Herzrhythmusstörungen und Comeback
Im Jahr 2014 plante Robert Gesink erneut bei der Tour de France an den Start zu gehen, wobei er sich die Kapitänsrolle mit seinem jüngeren Landsmann Bauke Mollema geteilt hätte. Im April 2014 wurde jedoch bekannt, dass Gesink unter Herzrhythmusstörung und bei großen Rennen auch unter Panikattacken litt, weshalb er unter anderem den Giro d’Italia 2013 aufgeben musste. In einem Interview erklärte er sich intensiv untersuchen und operieren lassen zu wollen. Bei den niederländischen Meisterschaften kehrte er Ende Juni ins Fahrerfeld zurück, verpasste jedoch den Start bei der Frankreich-Rundfahrt. Stattdessen bestritt er am Ende der Saison die Vuelta a España, bei der er nach 17 Etappen auf dem siebten Gesamtrang lag. Im Vorfeld der 18. Etappe verließ er jedoch die Rundfahrt, um seiner schwangeren Frau beizustehen, die während der Spanien-Rundfahrt zweimal operiert worden war. Im Jahr 2015 fuhr Robert Gesink im Alter von 29 Jahren ein letztes Mal in die Top 10 der Tour de France. Als Gesamtsechster wies er jedoch einen Rückstand von mehr als zehn Minuten auf.

### Helferrolle bei Jumbo-Visma

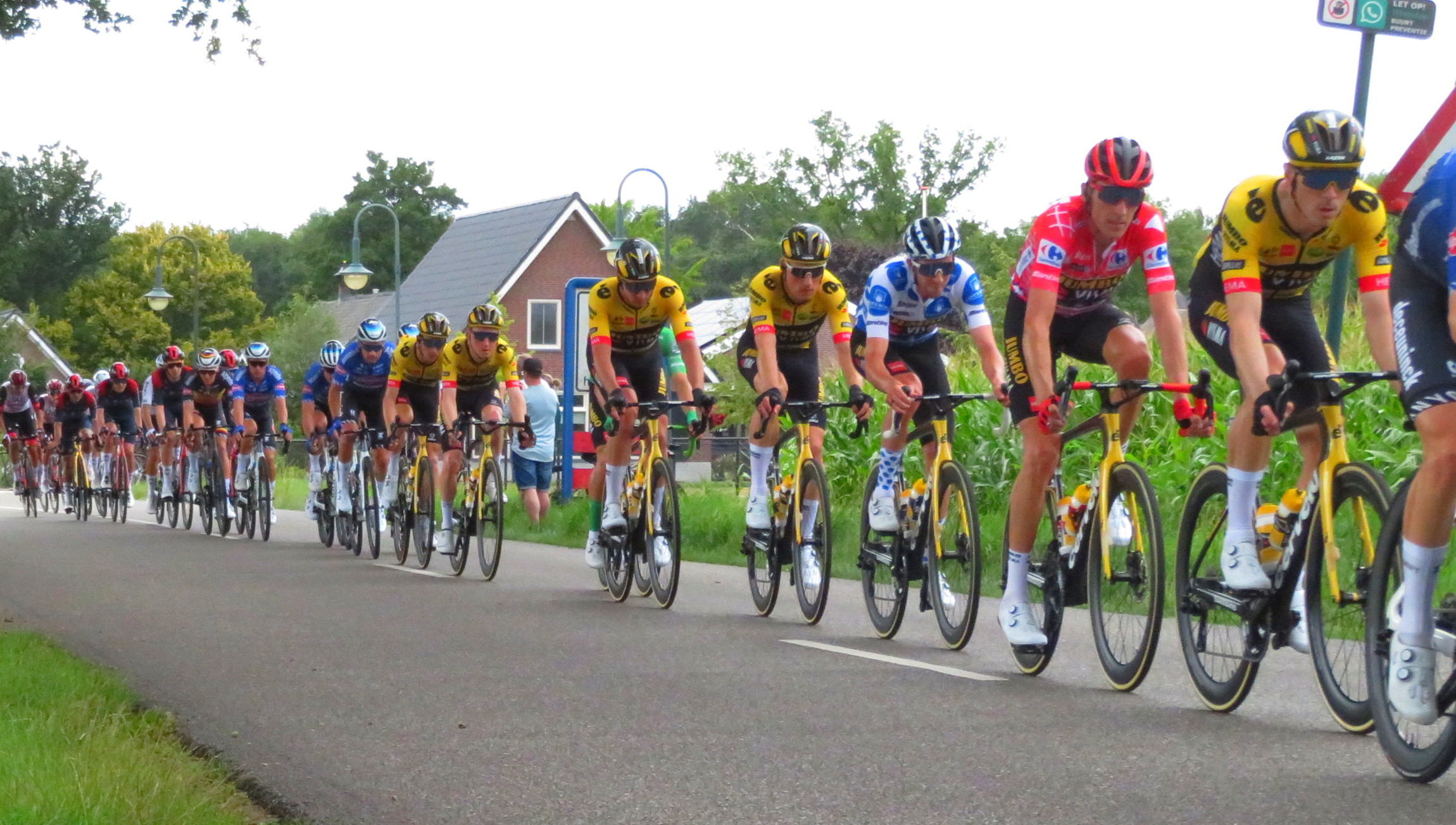
Robert Gesink im Roten Trikot bei der Vuelta a España 2022

Mit dem Jahr 2016 verlor Robert Gesink seine Kapitänsrolle in der niederländischen Mannschaft, die nach dem Ausstieg von Rabobank mit Jumbo einen neuen großen Sponsor lukrieren konnte. Im Zuge der Neustrukturierung der Mannschaft ging er nun als Helfer von Steven Kruijswijk und George Bennet an den Start. Bei der Vuelta a España 2016 ging er auf der 14. Etappe in die Ausreißergruppe und gewann am Col d’Aubisque im Alter von 30 Jahren seine erste Grand Tour-Etappe. Im Jahr 2020 bestritt er seine neunte Tour de France, wobei er als Helfer des Favoriten Primož Roglič an den Start ging. Nachdem das Team Jumbo-Visma zur stärksten Kraft im Fahrerfeld aufgestiegen war, trug der Slowene das Gelbe Trikot für elf Tage, ehe er es im abschließenden Zeitfahren auf die Planche des Belles Filles abgeben musste. Wenige Wochen später verhalf er seinem Mannschaftskollegen jedoch zu dessen zweiten Gesamtsieg bei der Vuelta a España. Im Jahr 2022 gewann Robert Gesink gemeinsam mit seinen Teamkollegen das Auftaktzeitfahren der Spanien-Rundfahrt in Utrecht, wobei er den Zielstrich als erster Fahrer überquerte und so das Rote Trikot übernahm. Nach nur einem Tag gab er es jedoch an seinen Mannschaftskollegen Mike Teunissen ab.
Bereits im Dezember des Jahres 2023 gab der zwischenzeitlich 37-jährige Robert Gesink sein Karriereende mit dem Ablauf der Saison 2024 bekannt. Im Mai ging er beim Giro d’Italia an den Start, den er jedoch nach einem Sturz auf der ersten Etappe beenden musste. Sein letztes Rennen bestritt er im Rahmen der Vuelta a España, die er als 52. der Gesamtwertung beendete.

## Erfolge
2004
- eine Etappe Course de la Paix Juniors
- Bergwertung Driedaagse van Axel
- Niederländischer Meister – Einzelzeitfahren (Junioren)
- eine Etappe Tour du Pays de Vaud
- Circuit de la Région Wallonne

2006
- Gesamtwertung und eine Etappe Lombardische Woche
- Gesamtwertung und eine Etappe Circuito Montañés

2007
- Nachwuchswertung Kalifornien-Rundfahrt
- eine Etappe Belgien-Rundfahrt
- Nachwuchswertung Deutschland Tour

2008
- eine Etappe und Nachwuchswertung Kalifornien-Rundfahrt
- Nachwuchswertung Paris–Nizza

2009
- Nachwuchswertung Kalifornien-Rundfahrt
- Giro dell’Emilia

2010
- Nachwuchswertung Tirreno–Adriatico
- eine Etappe Tour de Suisse
- Grand Prix Cycliste de Montréal
- Giro dell’Emilia

2011
- Gesamtwertung, Nachwuchswertung und zwei Etappen Tour of Oman
- Nachwuchswertung und Mannschaftszeitfahren Tirreno–Adriatico

2012
- Gesamtwertung und eine Etappe Kalifornien-Rundfahrt

2013
- Grand Prix Cycliste de Québec

2016
- eine Etappe Vuelta a España

2017
- Niederländische Meisterschaft – Einzelzeitfahren

## Grand-Tour-Platzierungen
| Grand Tour            | 2008 | 2009 | 2010 | 2011 | 2012 | 2013 | 2014 | 2015 | 2016 | 2017 | 2018 | 2019 | 2020 | 2021 | 2022 | 2023 | 2024 |
| --------------------- | ---- | ---- | ---- | ---- | ---- | ---- | ---- | ---- | ---- | ---- | ---- | ---- | ---- | ---- | ---- | ---- | ---- |
| Giro d’ItaliaGiro     | –    | –    | –    | –    | –    | DNF  | –    | –    | –    | –    | 23   | –    | –    | –    | –    | –    | DNF  |
| Tour de FranceTour    | –    | DNF  | 5    | 33   | DNF  | 26   | –    | 6    | –    | DNF  | 31   | –    | 42   | DNF  | –    | –    | –    |
| Vuelta a EspañaVuelta | 7    | 6    | –    | –    | 6    | –    | DNF  | –    | 34   | –    | –    | 27   | 35   | 62   | 41   | 52   | 52   |